# باري ونايت
باري ونايت (18 فبراير 1938 في المملكة المتحدة - ) (بالإنجليزية: Barry Knight)‏ هو لاعب كريكت بريطاني. شارك مع منتخب إنجلترا للكريكت.

## وصلات خارجية
- باري ونايت على موقع إي آس بي آن كريك إنفو (الإنجليزية)